# Magyarország a 2006-os atlétikai Európa-bajnokságon
Magyarország a svédországi Göteborgban megrendezett 2006-os atlétikai Európa-bajnokság egyik részt vevő nemzete volt. Az ország a versenyen 19 sportolóval képviseltette magát.

## Érmesek
| Érem  | Versenyző        | Versenyszám    | Dátum         |
| ----- | ---------------- | -------------- | ------------- |
| Ezüst | Zsivoczky Attila | Férfi tízpróba | augusztus 11. |

## Eredmények

### Férfi
| Versenyző      | Versenyszám | Selejtező | Selejtező | Selejtező | Előfutam | Előfutam | Előfutam | Elődöntő | Elődöntő | Elődöntő | Döntő   | Döntő    |
| Versenyző      | Versenyszám | Idő       | Hely.     | Össz.     | Idő      | Hely.    | Össz.    | Idő      | Hely.    | Össz.    | Idő     | Helyezés |
| -------------- | ----------- | --------- | --------- | --------- | -------- | -------- | -------- | -------- | -------- | -------- | ------- | -------- |
| Németh Roland  | 100 m       | 10,39     | 2.        | 10.       | 10,55    | 5.       | 21.      | kiesett  | kiesett  | kiesett  | kiesett | kiesett  |
| Németh Gergely | 100 m       | 10,52     | 5.        | 25.       | 10,63    | 6.       | 26.      | kiesett  | kiesett  | kiesett  | kiesett | kiesett  |
| Bene Barna     | 5000 m      |           |           |           | 14:08,16 | 9.       | 17.      |          |          |          | kiesett | kiesett  |
| Kiss Dániel    | 110 m gát   |           |           |           | 13,72    | 3.       | 16.      | 13,68    | 4.       | 9.       | 13,77   | 7.       |

| Versenyző      | Versenyszám   | Selejtező | Selejtező | Döntő    | Döntő    |
| Versenyző      | Versenyszám   | Eredmény  | Helyezés  | Eredmény | Helyezés |
| -------------- | ------------- | --------- | --------- | -------- | -------- |
| Máté Gábor     | Diszkoszvetés | 60,53 m   | 10.       | 57,35 m  | 12.      |
| Varga Roland   | Diszkoszvetés | 61,01 m   | 8.        | 60,52 m  | 11.      |
| Pars Krisztián | Kalapácsvetés | 77,20 m   | 4.        | 78,34 m  | 6.       |

| Versenyző        | Versenyszám | 100 m | 100 m | Távolugrás | Távolugrás | Súlylökés | Súlylökés | Magasugrás | Magasugrás | 400 m | 400 m | 110 m gát | 110 m gát | Diszkoszvetés | Diszkoszvetés | Rúdugrás | Rúdugrás | Gerelyhajítás | Gerelyhajítás | 1500 m  | 1500 m | Végeredmény | Végeredmény |
| Versenyző        | Versenyszám | Idő   | Pont  | Eredmény   | Pont       | Eredmény  | Pont      | Eredmény   | Pont       | Idő   | Pont  | Idő       | Pont      | Eredmény      | Pont          | Eredmény | Pont     | Eredmény      | Pont          | Idő     | Pont   | Pont        | Helyezés    |
| ---------------- | ----------- | ----- | ----- | ---------- | ---------- | --------- | --------- | ---------- | ---------- | ----- | ----- | --------- | --------- | ------------- | ------------- | -------- | -------- | ------------- | ------------- | ------- | ------ | ----------- | ----------- |
| Zsivoczky Attila | Tízpróba    | 11,17 | 823   | 706 cm     | 828        | 15,74 m   | 835       | 209 cm     | 887        | 50,06 | 812   | 14,66     | 891       | 48,67 m       | 805           | 490 cm   | 880      | 66,79         | 841           | 4:28,52 | 754    | 8356        |             |

### Női
| Versenyző       | Versenyszám    | Előfutam | Előfutam | Előfutam | Elődöntő | Elődöntő | Elődöntő | Döntő    | Döntő    |
| Versenyző       | Versenyszám    | Idő      | Hely.    | Össz.    | Idő      | Hely.    | Össz.    | Idő      | Helyezés |
| --------------- | -------------- | -------- | -------- | -------- | -------- | -------- | -------- | -------- | -------- |
| Petráhn Barbara | 400 m          | 52,30    | 4.       | 14.      | 52,46    | 6.       | 13.      | kiesett  | kiesett  |
| Papp Krisztina  | 5000 m         |          |          |          |          |          |          | 15:16,85 | 8.       |
| Vári Edit       | 100 m gát      | 13,42    | 4.       | 19.      | kiesett  | kiesett  | kiesett  | kiesett  | kiesett  |
| Tóth Lívia      | 3000 m akadály | 9:48,10  | 6.       | 15.      |          |          |          | kiesett  | kiesett  |

| Versenyző        | Versenyszám   | Selejtező  | Selejtező  | Döntő      | Döntő      |
| Versenyző        | Versenyszám   | Eredmény   | Helyezés   | Eredmény   | Helyezés   |
| ---------------- | ------------- | ---------- | ---------- | ---------- | ---------- |
| Győrffy Dóra     | Magasugrás    | 187 cm     | 17.        | kiesett    | kiesett    |
| Molnár Krisztina | Rúdugrás      | 440 cm     | 4.         | 430 cm     | 11.        |
| Vaszi Tünde      | Távolugrás    | 651 cm     | 12.        | 649 cm     | 9.         |
| Ajkler Zita      | Távolugrás    | nem indult | nem indult | nem indult | nem indult |
| Ajkler Zita      | Hármasugrás   | 12,42 m    | 23.        | kiesett    | kiesett    |
| Orbán Éva        | Kalapácsvetés | 62,55 m    | 25.        | kiesett    | kiesett    |
| Divós Katalin    | Kalapácsvetés | 60,91 m    | 30.        | kiesett    | kiesett    |
| Nickl Vanda      | Kalapácsvetés | 61,64 m    | 29.        | kiesett    | kiesett    |